# Diapensia lapponica
Diapensia lapponica ist eine Pflanzenart aus der Gattung Diapensia in der Familie der Diapensiaceae.

## Beschreibung

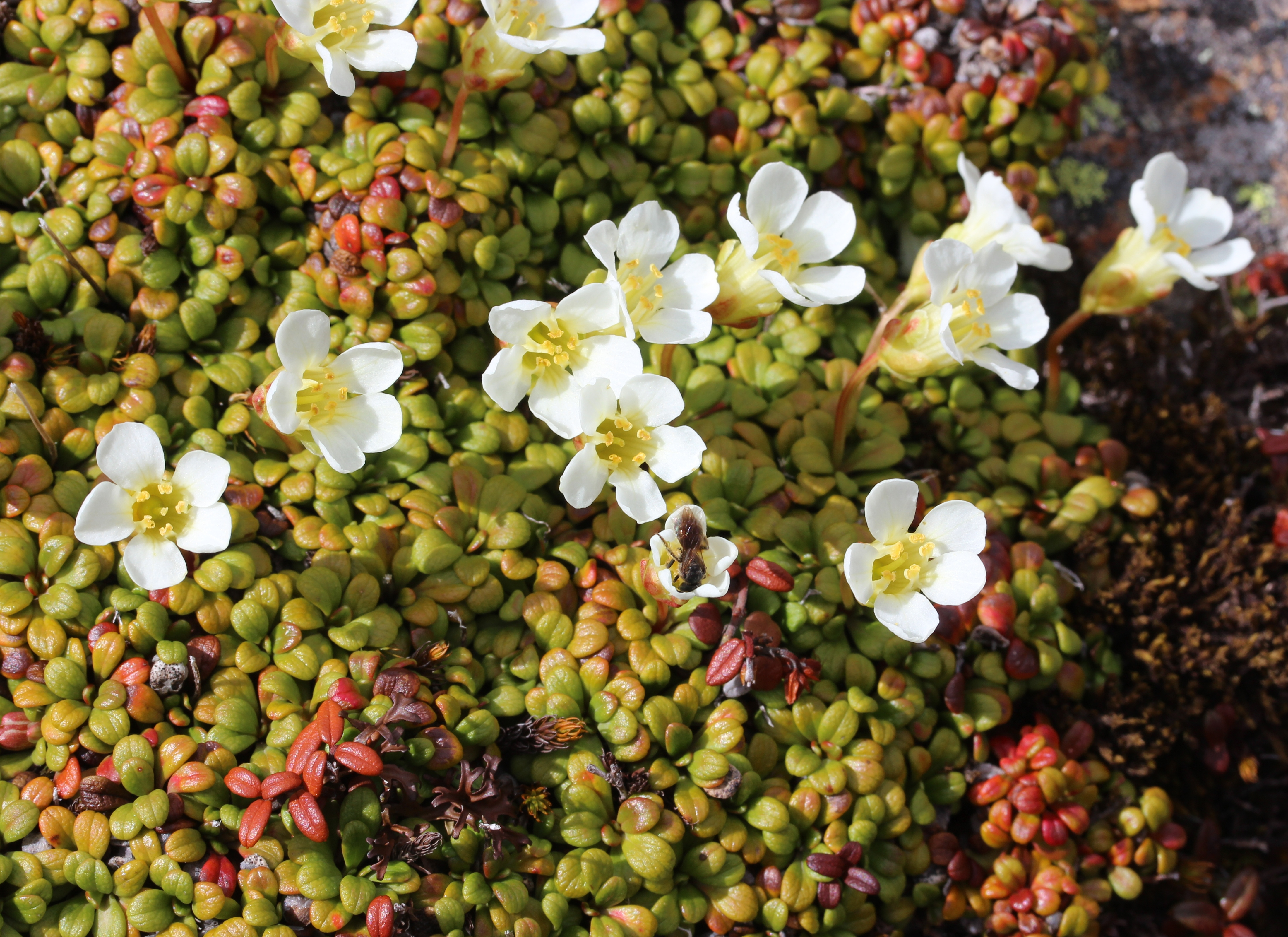
Diapensia lapponica subsp. obovata vom Mount Haku-san in Japan

Diapensia lapponica ist eine immergrüne, dichte Rasen bildende, krautige Pflanze, die bis zu 6 cm hoch wird. Die in Gruppen stehenden Laubblätter sind lederig, 5 bis 10 mm lang, umgekehrt-eiförmig spatelförmig und an der Spitze abgerundet.
Die Blütenstandsstiele sind 5 bis 40 mm lang und tragen meist ein Tragblatt und zwei Vorblätter. Letztere stehen dicht unterhalb der Blüte. Die Kelchlappen sind etwa 5 mm lang und stumpf. Die Kronblätter werden bis zu 10 mm lang, sind umgekehrt eiförmig und weiß gefärbt. Die Staubblätter besitzen breite, abgeflachte Staubfäden.
Die Früchte sind eiförmige, etwa 4 mm lange Kapseln.
Die Chromosomenzahl beträgt 2n = 12 für beide Unterarten.

## Systematik
Man kann zwei Unterarten unterscheiden:
- Diapensia lapponica subsp. lapponica: Sie kommt in Nordeuropa, in Sibirien, in Grönland, Kanada und den nordöstlichen Vereinigten Staaten vor.
- Diapensia lapponica subsp. obovata (F. Schmidt) Hultén (Syn.: Diapensia lapponica var. obovata F. Schmidt, Diapensia obovata (F. Schmidt) Nakai & Koidz.): Sie kommt in Sibirien, im fernöstlichen asiatischen Russland, in Japan, auf den Kurilen, auf Sachalin, auf Cheju, in Alaska und im subarktischen Kanada vor.[2]

## Vorkommen und Standorte
Die Art kommt in Europa in der Arktis vor und reicht im Norden in den schottischen Bergen bis zu einem Breitengrad von etwa 56° 40' N, in Norwegen bis etwa 60° N. Sie wächst in Felsspalten und auf steinigen Böden.